# Nowosiady (sielsowiet Żuprany)
Nowosiady (biał. Навасяды; ros. Новосяды) − wieś na Białorusi, w obwodzie grodzieńskim, w rejonie oszmiańskim, w sielsowiecie Żuprany.

## Historia
W czasach zaborów wieś w okręgu wiejskim Kuszelewszczyzna, w gminie Soły, w powiecie oszmiańskim, w guberni wileńskiej Imperium Rosyjskiego. W 1866 roku liczyła 18 dusz rewizyjnych, należała do dóbr Dokurniszki, własność Żylińskich. W 1905 roku liczyła 74 mieszkańców, 91 dziesięcin.
Po I wojnie światowej pod administracją polską, w Zarządzie Cywilnym Ziem Wschodnich. W latach 1920–1922 w składzie Litwy Środkowej.
Od 11 kwietnia 1922 wieś leżała w Polsce, w województwie wileńskim, w powiecie oszmiańskim, w gminie Soły.
W 1931 w 20 domach zamieszkiwało 119 osób.
Wierni należeli do parafii rzymskokatolickiej w Daukszuszkach. Miejscowość podlegała pod Sąd Grodzki w Oszmianie i Okręgowy w Wilnie; właściwy urząd pocztowy mieścił się w Dokurniszkach.
Po II wojnie światowej w granicach Związku Sowieckiego. Od 1991 w niepodległej Białorusi.